# Cáceres (provins)
Cáceres är den nordligaste av de två provinserna i den autonoma regionen  Extremadura i Spanien. Provinshuvustaden är Cáceres. Andra viktiga städer är Plasencia, Talayuela, Navalmoral de la Mata och Coria. Cáceres gränsar till provinserna Salamanca, Ávila, Toledo och Badajoz och mot Portugal i väst.
Provinsen har 412 580 invånare 2005, varav 21,5 % bor i huvudstaden.